# Askvoll
Askvoll es un municipio noruego del condado de Sogn og Fjordane, en el distrito de Sunnfjord. Tiene una población de 3023 habitantes según el censo de 2016 y su centro administrativo se encuentra en la localidad de Askvoll. Otras localidades que forman parte del municipio son: Holmedal, Kvammen y Stongfjorden.
Tiene una extensión de 326 km² y una población de aproximadamente 3000 habitantes. El municipio abarca desde el archipiélago Bulandet en el oeste, al este con Førde. El punto más alto es el monte Blegja con 1304 m s. n. m.. El monte Alden (conocido como «Caballo noruego») se encuentra en la isla de Alden en Askvoll. El mismo se eleva con una pared de piedra casi vertical desde el mar hasta una altura de 481 m, y es visible desde una distancia de más de 100 km mar adentro.

## Información general

### Etimología
El municipio recibió el nombre de la granja Askvoll (Askvǫllr en noruego antiguo), puesto que fue el lugar donde se erigió la primera iglesia. Askr significa fresno grande y vǫllr significa prado.

## Historia

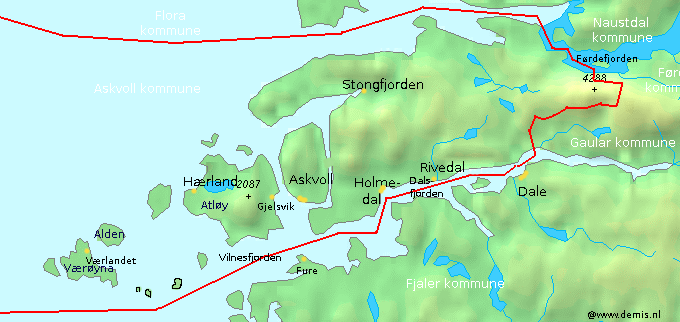
Mapa de relieve de Askvoll.

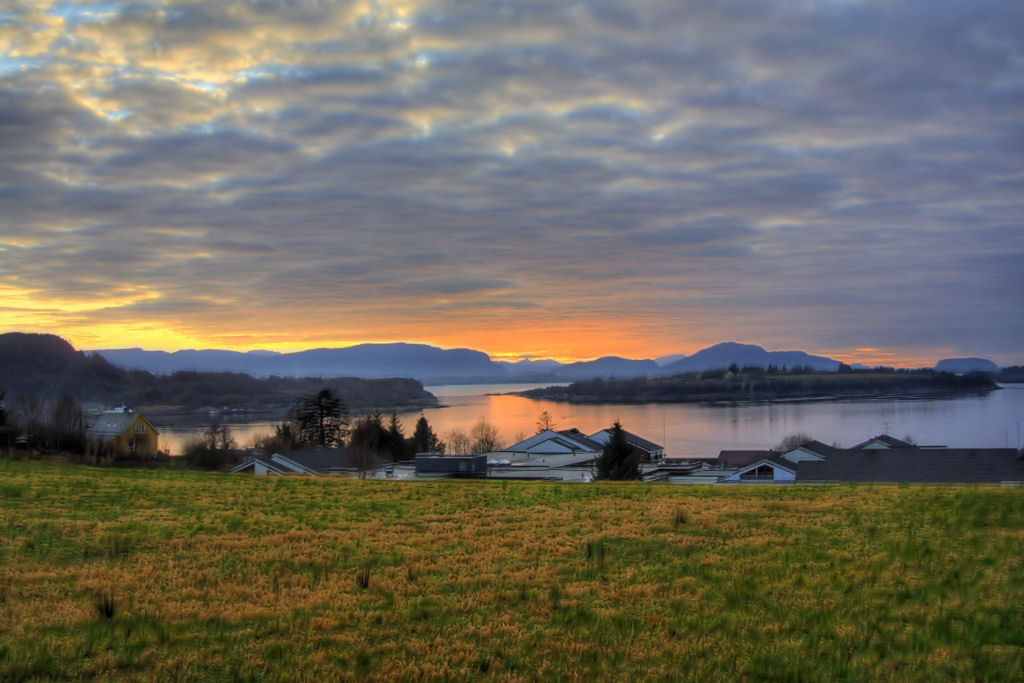
Vista de Prestmarka

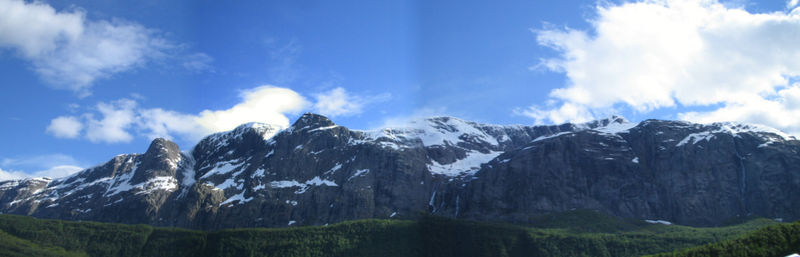
Vista de las montañas Heilefjell

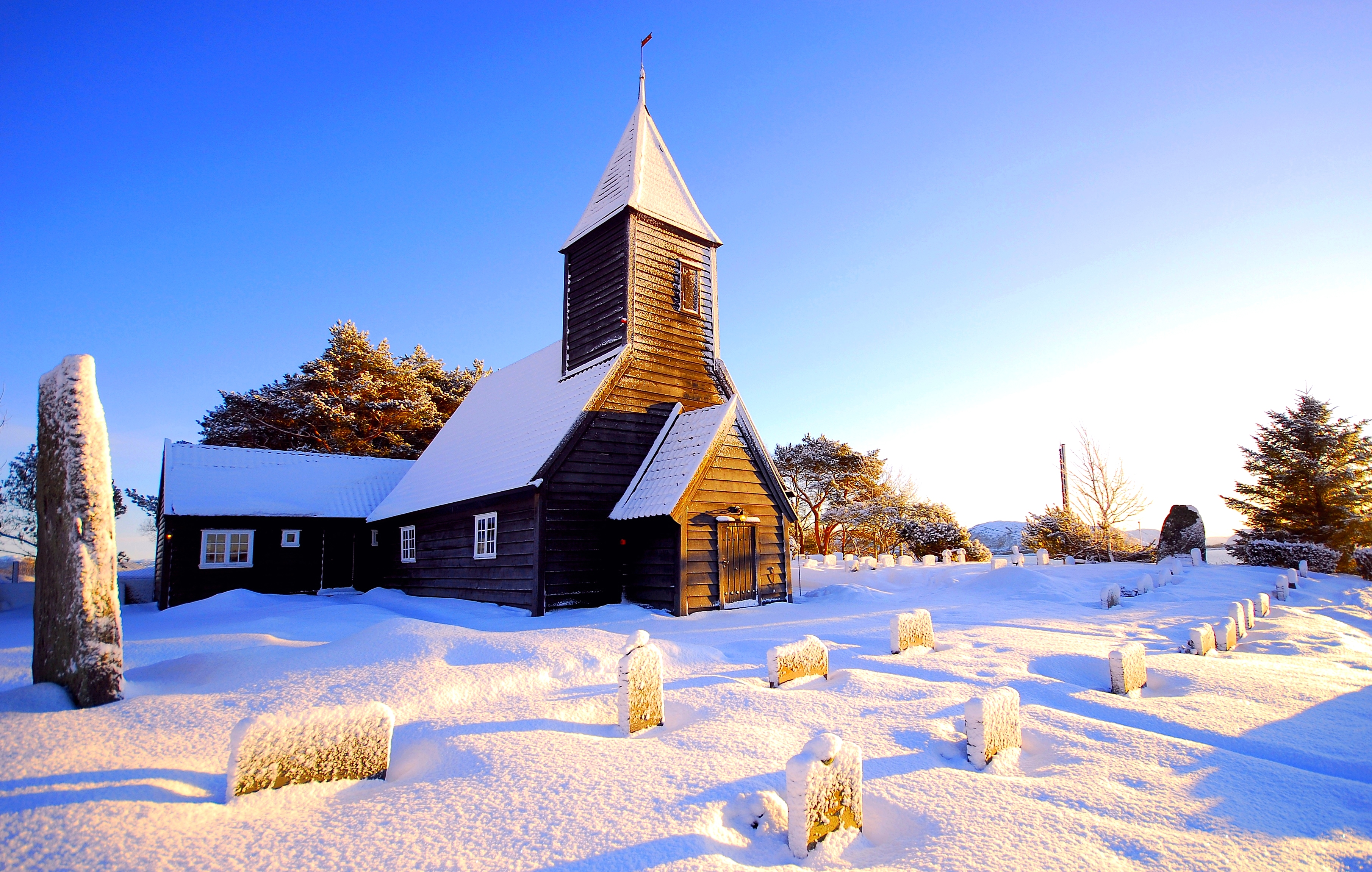
Vista de la iglesia Vilnes.

Fue establecido como municipio a partir del 1 de enero de 1863. Los límites territoriales fueron idénticos a los de las parroquias de Askvoll y las sub-parroquias de Askvoll, Vilnes, Øn y Hyllestad. En 1862,  Øn y Hyllestad se separaron y formaron la municipalidad de Hyllestad. En consecuencia, Askvoll pasó a estar formada por dos sub-parroquias y una población total de 3065 habitantes.
A principios de 1888 se transfirieron varias granjas del área de Hersvikbygda a la parte septentrional de la isla de Sula y en el resto de islas de la zona desde Utvær. En enero de 1964 los municipios de Vevring y Bru pasaron a formar parte del municipio. Con estas incorporaciones, la población ascendió a 3585.
El 1 de enero, Askvoll y Fjaler repartieron las lindes, por lo que la primera localidad pasaría a gestionar: Vårdal, Holmedal, Rivedal Hestad y parte de Hestad; y la segunda: Fure, Folkestad y Våge.